# 사교육
사교육(私敎育)은 공교육에 반대되는 개념으로, 국가가 관리하는 유아교육법 및 초·중등교육법 그리고 고등교육법의 적용을 받는 교육기관 밖에서 이루어지는 교육을 일컫는다.

## 구성
여기서 정의하는 "교육기관" 이란 다음과 같다.
- 유치원
- 초등학교
- 중학교
- 고등학교
- 대학교

따라서 사교육비는 학부모가 교육을 위하여 부담하는 비용 중 교육기관에 내지 않는 돈을 의미한다. 한국교육개발원이 규정한 사교육비의 범위는 14개로 과외 관련 경비인 입시학원비, 개인과외비, 특기·재능 학원비, 교재 구입비, 부교재 구입비, 학용품비, 수업준비물비, 학교지정 의류비, 단체활동비, 교통비, 급식비, 하숙비, 잡비, 기타 육성회 찬조금, 어머니회비 등으로 구성되어 있다. 
사교육의 법적인 정의는 '학원의 설립 운영 및 과외교습에 관한 법률'에 저촉을 받는 학원, 온라인 교육, 개인과외등을 의미한다. "학원이란 사인이 대통령령으로 정하는 수 이상의 학습자 또는 불특정 다수의 학습자에게 30일 이상의 교습과정(교습과정의 반복으로 교습일수가 30일 이상이 되는 경우를 포함한다.)에 따라 지식,기술(기능을 포함한다) 예능을 교습(상급학교 진학에 필요한 컨설팅을 지도하는 경우와 정보통신기술등을 활용하여 원격으로 교습하는 경우를 포함한다) 하거나 30일 이상 학습장소로 제공되는 시설"을 말한다. "과외교습이란  초등학교, 중학교, 고등학교또는 이에 준하는 학교의 학생이나 학생 입학 또는 학력 인정에 관한 검정을 위한 시험 준비생에게 지식,기술, 예능을 교습하는 행위"를 말한다. 다만, 친족이 하는 교습행위, 봉사활동에 속하는 교습행위는 제외된다. 또한육으로 충분히 이루어지지 않는 내용을 보충하거나, 해결하기 위함이 본질적인 내용이다. 
본교육의 학술적 정의
1. 사교육은 학교수업 이외에 추가적으로 수업을 받는 일체의 교습행위이다. ( 문교부, 1980)
2. 사교육은 사립학교 교육과 개인적으로 행해지는 교육이 있다. 후자는 [학원의 설립, 운영에 관한 법률]에 의거한 교육서비스로 과외 및 학원을 의미한다. 학교입학또는 학력인정에 관한 검정시험 준비행위이다. (송기창, 1999)
3. 사교육은 방과후 활동, EBS 강의, 학교 이외의 보충교육이다.(통계청, 2007)
4. 사교육은 개인이나 기업이 이윤추구를 목적으로 학교밖에서   제공하는 교육서비스를 학생이나 학부모가 수요하는 것이다. (백일우, 김민선, 2013)

## 문제
대한민국의 학부모는 사교육에 지출하는 비용이 매우 크다. 2011년 2월 교육과학기술부는 2010년은 평년과 비교하여 평균 사교육비가 줄었다고 발표하였다. 교과부는 여러 가지 정책으로 인한 공교육의 강화로 해석하지만 다른 견해로는 평균 사교육비 감소가 미미하다는 지적이 있다.
한국개발연구원은 2011년 3월 28일 사교육의 효과에 대해서 학년이 올라갈수록 효과가 작아지고 2시간 이상의 효과가 미미하다라는 연구결과를 발표하였다.

## 나라별 사교육

### 대한민국의 사교육
대한민국의 사교육은 학원과 과외의 형태로 나타난다.
- 2010년 대한민국의 대학생 4명 중 1명은 취업을 위해 사교육을 받고 있다.[4]
- 2009년 기준으로 1인당 초등학생, 중학생, 고등학생 사교육비가 월 2만원 정도 늘어났다.[5]
- 이에 2009년에 영어 사교육비가 늘어나, 이명박 정부의 영어 교육 강화 정책을 원인으로 분석하였다.[6]
- 2009년부터 대규모 기업형 입시 학원이 많아졌다.[7] 현재도 대형학원이 많은데 이러한 상황은 좋지 않다. 대한민국의 사교육을 법으로 금지해야한다.
- 경쟁이 매우 치열하며, 공부를 시키려는 부모님들의 불안심리 덕분에 학원은 장사가 잘 되고 있다.
- 학원 숙제로 잠이 부족한 사람들이 많으며, 부모님들은 학원을 보내면서 마음을 놓는 반면에 아이들은 숙제가 살인적이라고 투덜된다. 실제로 살인적인게 맞다. 대한민국에서도 사교육을 금지해야한다.

### 일본의 사교육
- 주로 학습숙이라는 교육 기관에서 공부한다.
- 등교거부 학생을 위한 사교육이 유행한다.[8]